# Arnaldo Jabor
Arnaldo Jabor (Rio de Janeiro, 12 dicembre 1940 – San Paolo, 15 febbraio 2022) è stato un regista, sceneggiatore e scrittore brasiliano.

## Biografia
Figlio di un ufficiale dell'aeronautica, si laureò alla Pontifícia Università Cattolica di Rio de Janeiro. Formatosi artisticamente nell'ambiente del Cinema Novo, alternò le sue regie con l'attività letteraria di romanziere e drammaturgo. Raggiunse la fama internazionale realizzando i film Ogni nudità sarà proibita, Eu te amo e soprattutto Eu sei que vou te amar, con Thales Pan Chacon e Fernanda Torres, che per quest'interpretazione fu premiata quale migliore attrice al festival di Cannes.
Nel 2004 pubblicò un libro divenuto best-seller, Amor É prosa, Sexo É poesia. Da esso Rita Lee trasse spunto per una sua canzone, Amor E Sexo, il cui testo finì per essere firmato da entrambi.
Jabor è morto nel 2022, per le conseguenze di un ictus che l'aveva colpito alcuni mesi prima. 

## Vita privata
Aveva tre figli - tra cui la regista e produttrice Carolina Jabor - ed era ateo.

## Filmografia

### Regia
- O Circo - cortometraggio (1965)
- A Opinião Pública - documentario (1967)
- Pindorama (1970)
- Ogni nudità sarà proibita (Toda Nudez Será Castigada, 1973)
- O casamento (1975)
- Tudo bem (1978)
- Eu te amo (1980)
- Eu sei que vou te amar (1986)
- Carnaval - cortometraggio (1990)
- A suprema felicidade (2010)

## Opere letterarie
- Os canibais estão na sala de jantar (Editora Siciliano, 1993)
- Sanduíches de Realidade (Editora Objetiva, 1997)
- A invasão das Salsichas Gigantes (Editora Objetiva, 2001)
- Amor É Prosa, Sexo É Poesia (Editora Objetiva, 2004)
- Pornopolítica (Editora Objetiva, 2006)
- Eu Sei Que Vou Te Amar (Editora Objetiva, 2007)